# Alecrim Futebol Clube
Maillots
L'Alecrim Futebol Clube est un club brésilien de football basé à Natal dans l'État du Rio Grande do Norte.

## Palmarès
- Championnat de l'État du Rio Grande do Norte (6) :
  - Champion : 1925, 1963, 1964, 1968, 1985 et 1986